# Marie Marečková
Marie Marečková (2. února 1942 Kardašova Řečice – 6. dubna 2024) byla česká univerzitní profesorka, odbornice na slovenské dějiny, právní historii a latinský jazyk. Přednášela na katedře historie Pedagogické fakulty Masarykovy univerzity a na katedře teorie práva a právních dějin Právnické fakulty Univerzity Palackého v Olomouci. Spolupracovala také s jinými institucemi v České republice i zahraničí.

## Život
V letech 1959–64 vystudovala dějepis a češtinu na Filosofické fakultě Univerzity Jana Evangelisty Purkyně (dnes Masarykova univerzita) v Brně a získala titul promovaná historička – učitelka dějepisu a češtiny pro střední školy. Roku 1971 ukončila postgraduální studium získáním titulu PhDr. V následujících letech pokračovala ve vědecké práci, za což jí byly postupně uděleny tituly CSc. (1975), docent (1982), DrSc. (1992). Dne 5. září 1996 ji prezident Slovenské republiky jmenoval řádnou profesorkou. Tématem jejích prací byl zejména život ve východoslovenských městech (např. Bardejov, Prešov) v 17. století. Od roku 1970 přednášela na Masarykově resp. Purkyňově univerzitě v Brně.
Později vyučovala rovněž na katedře teorie práva a právních dějin Právnické fakulty Univerzity Palackého v Olomouci. Aktivně se účastnila mezinárodních vědeckých konferencí v ČR i v zahraničí. Byla řešitelkou a spoluřešitelkou mezinárodních grantů Historického ústavu Slovenské akademie věd, zaměřených na problematiku každodenního života v novověku. Spolupracovala na dlouhodobém výzkumném záměru Pedagogické fakulty MU Brno Škola a zdraví pro 21. století a dalších projektech. Byla členkou komise Slovenské akademie věd pro udělování titulu DrSc.

## Dílo
Marie Marečková se zabývala zejména výzkumem středoevropských měst na základě analýzy sociálně ekonomické struktury a každodenního života měšťanstva v raném novověku. Na toto téma publikovala přes 60 odborných studií a pět monografií. Dále se věnovala dějinám historiografie a historického vědomí, didaktice dějepisu a českým právním a ústavním dějinám.
Samostatně vydala např.:
- K postavení Moravy v rámci českého státu (1993)
- Život a dílo prof. JUDr. Františka Čády (1993), životopis známého právního historika
- Východoslovenská města a měšťanstvo na prahu novověku (1995)
- Dokumenty k českým dějinám do poloviny 19. století (1998)
- Příručka praktické genealogie (2004, 2005)
- České právní a ústavní dějiny (2006)